# Теодимир
Теодимир або Теодемер (готськ. 𐌸𐌹𐌿𐌳𐌰𐌼𐌴𐍂𐍃/Þiudamers, лат. Theodomirus, дав.-гр. Θεόδεμιρ) — король остготів, правив у 469—474, з роду Амалів, син Вандалара, брат Валамера і Відемера I.

## Родовід
|  |                                 |  |  |  |  |  |  |  |  |  |  |  |  |  |  |  |
|  | Валараванс                      |  |  |  |  |  |  |  |  |  |  |  |  |  |  |  |
|  |                                 |  |  |  |  |  |  |  |  |  |  |  |  |  |  |  |
|  |                                 |  |  |  |  |  |  |  |  |  |  |  |  |  |  |  |
|  | Вінітар                         |  |  |  |  |  |  |  |  |  |  |  |  |  |  |  |
|  |                                 |  |  |  |  |  |  |  |  |  |  |  |  |  |  |  |
|  |                                 |  |  |  |  |  |  |  |  |  |  |  |  |  |  |  |
|  | дочка Доната                    |  |  |  |  |  |  |  |  |  |  |  |  |  |  |  |
|  |                                 |  |  |  |  |  |  |  |  |  |  |  |  |  |  |  |
|  |                                 |  |  |  |  |  |  |  |  |  |  |  |  |  |  |  |
|  | Вандалар                        |  |  |  |  |  |  |  |  |  |  |  |  |  |  |  |
|  |                                 |  |  |  |  |  |  |  |  |  |  |  |  |  |  |  |
|  |                                 |  |  |  |  |  |  |  |  |  |  |  |  |  |  |  |
|  | невідомо                        |  |  |  |  |  |  |  |  |  |  |  |  |  |  |  |
|  |                                 |  |  |  |  |  |  |  |  |  |  |  |  |  |  |  |
|  |                                 |  |  |  |  |  |  |  |  |  |  |  |  |  |  |  |
|  | Теодимир                        |  |  |  |  |  |  |  |  |  |  |  |  |  |  |  |
|  |                                 |  |  |  |  |  |  |  |  |  |  |  |  |  |  |  |
|  |                                 |  |  |  |  |  |  |  |  |  |  |  |  |  |  |  |
|  | Дагоберт ІІ                     |  |  |  |  |  |  |  |  |  |  |  |  |  |  |  |
|  |                                 |  |  |  |  |  |  |  |  |  |  |  |  |  |  |  |
|  |                                 |  |  |  |  |  |  |  |  |  |  |  |  |  |  |  |
|  | Хлодвіг, син Дагоберта, 345-398 |  |  |  |  |  |  |  |  |  |  |  |  |  |  |  |
|  |                                 |  |  |  |  |  |  |  |  |  |  |  |  |  |  |  |
|  |                                 |  |  |  |  |  |  |  |  |  |  |  |  |  |  |  |
|  | невідомо                        |  |  |  |  |  |  |  |  |  |  |  |  |  |  |  |
|  |                                 |  |  |  |  |  |  |  |  |  |  |  |  |  |  |  |
|  |                                 |  |  |  |  |  |  |  |  |  |  |  |  |  |  |  |
|  | Хловіс                          |  |  |  |  |  |  |  |  |  |  |  |  |  |  |  |
|  |                                 |  |  |  |  |  |  |  |  |  |  |  |  |  |  |  |
|  |                                 |  |  |  |  |  |  |  |  |  |  |  |  |  |  |  |
|  | Хлодимир Швабський              |  |  |  |  |  |  |  |  |  |  |  |  |  |  |  |
|  |                                 |  |  |  |  |  |  |  |  |  |  |  |  |  |  |  |
|  |                                 |  |  |  |  |  |  |  |  |  |  |  |  |  |  |  |
|  | Блесінда, дочка Хлодимира       |  |  |  |  |  |  |  |  |  |  |  |  |  |  |  |
|  |                                 |  |  |  |  |  |  |  |  |  |  |  |  |  |  |  |
|  |                                 |  |  |  |  |  |  |  |  |  |  |  |  |  |  |  |

## Під верховною владою старшого брата Валамера
За життя Валамера обидва молодші брати, Теодимир і Відемер I, брали участь в управлінні остготським народом і стояли на чолі окремих його племен. По розділу між братами земель у Паннонії, Теодимир оселився з частиною остготського народу біля озера Пелсо (Балатон). Володіння братів були так далеко одне від іншого, що, коли сини Аттіли напали на короля Валамера, Теодимир не міг йому надати допомоги (456). Стверджують, що в день, коли прибула звістку про поразку гунів, улюблена наложниця Теодимира, Ереліева, народила сина, знаменитого Теодоріха Великого, якого 8-річним відправили у Візантію заручником. Шлюб батьків Теодоріха ніколи не був повноцінним — можливо, їх розділяли релігійні суперечності, або вони мали різне етнічне походження, хоча одне з джерел називає матір Теодоріха готкою, у Ереліеви, можливо, навіть не було германського імені (слово «Ерелеува» тлумачиться як «улюблена-меч»). Тому не виключено, що у Теодоріха мати була з римських провінціалів.
У 468, в той час, як сили остготів були пов'язані на сході в боротьбі з сином Аттіли Денгізихом, через готську Савію на Далмацію рушили північнопаннонські свеви. Вони змогли безперешкодно пройти по території Теодимира, викрали готську худобу, і, навантажені здобиччю, повернули назад. Однак Теодимир зустрів їх біля озера Пелсо і взяв у полон разом з їхнім ватажком Хунімундом. У 469 році в боротьбі зі скірами загинув старший брат Теодимира Валамер. Після його смерті Теодимир став верховним королем остготів.

## Війни за території в Паннонії
У 469 проти остготів утворилася римсько-варварська коаліція — свевський король Хунімунд з'єднав свої війська з воїнами якогось Аларіха (іншого свевського короля або ж короля герулів), зі скірами під керівництвом Едики, батька Одоакра, і Гунульфа, старшого брата останнього, з сарматськими (під сарматами тут треба розуміти язигів, які жили на землях між Дунаєм і Тисою) королями Бабаєм і Бевкою, і, за підтримки гепідських і ругійських загонів — рушив на готську Паннонію. Одночасно, східно-римський імператор Лев I Макелла наказав розгорнути в тилу готів, що піддалися атаці варварів, регулярну армію. Бій відбувся на річці Болія (локалізація викликає труднощі, відомо тільки, що це права притока Дунаю в Паннонії). Остготи перемогли, і після цього імператорське військо повернуло назад. Лев I поступився і відпустив юного Теодоріха з багатими дарами на батьківщину, причому будь-яка відповідна поступка остготів не згадується.
Битва на річці Болія викликала явні ознаки розколу серед переможених. Спочатку пішли сини розбитого скірского короля Едики: старший, Гунульф, поступив на східноримську службу, молодший, Одоакр, став солдатом в Італії. За ним пішли численні герули і руги, а також туркилінги; пізніше Одоакр вважався їх королем. Взимку 469/470 року Теодимир пішов війною на свевів — ядро антиготської коаліції. Однак Гунімунд і його свеви відступили і переселилися вище по Дунаю на захід. Свеви, що залишилися в західній та південній Паннонії потрапили під владу остготів. Алемани, які намагалися прийти на допомогу розгромленим свевам, були відкинуті до своїх земель, до Альп. Цей процес турбував «кремсських ругіїв» оскільки тепер остготи контролювали будь контакти з Італією. Їхній король Флакцітей став проводити політику зближення з остготами і близько 470 року одружив свого сина Фелетея (Феву) на остготці Гізо з роду Амалія.
Повернувшись у 469/470 році з Візантії Теодоріх прийняв владу над частиною королівства свого дядька Валамира і почав допомагати батькові в його походах. На чолі 6000 воїнів з підвладної йому третьої частини племені Теодоріх перейшов Дунай і напав на короля сарматів на Тисі Бабая, який, за підтримки Константинополя, почав вторгатися у володіння готів. Теодорих розбив сарматів, вбив Бабая, після чого захопив його резиденцію Сінгідун (суч.Белград). Теодорих залишив Сінгідун собі.

## Переселення в Македонію та Північну Грецію
Незабаром стався розрив з Візантією, оскільки остготи були незадоволені своїм становищем у Паннонії. При примітивному способу обробітку ґрунту земля не могла прогодувати численний народ. Імператорська платня була малою (300 фунтів золота), а походи на сусідів доставляли все менш і менш здобичі. «З великим криком» народ змусив короля Теодимира покинути Паннонію і пошукати кращих земель. Це могло відбутися тільки коштом обох імперій. Відемера I було відправлено на захід, для нападу на Італію, а сам король рушив на Візантію. Причина поділу народу полягала в неможливості харчувати під час походу настільки численні маси. Західно-римський імператор ухилився від нападу, що загрожував йому, і переконав Відемера оселитися в Галлії, де остготи злилися з вестготами.
Теодимир безперешкодно дійшов до Наісса (суч.Ніш), де готи, ймовірно, провели зиму 473/474 років Теодоріх використовував вимушену паузу для збройного розвідувального рейду, який через Косово Поле привів його в долину Вардар, а звідти в околиці Лариси у Фессалії. При цьому в його руки потрапили міста Каструм Геркуліс (суч. Курвінград), Ульпіана (суч. Липляни), Стобі (поблизу суч. Градско) і Гераклея (суч. Бітола). Явно задоволений успіхами сина, Теодимир на початку літа 473 року вдарив по Фессалонікам. Це велике місто він, щоправда, не зміг взяти, але зате був укладений дуже вигідний для готів Теодимира договір. Їх розселили в семи македонських міських округах: Європи, Кірри, Пелли, Вереї, Мефони, Підни і Діона.
Резиденцією Теодимир обрав Кірри, саме тут він скликав збори готів, щоб проголосити свого сина Теодоріха спадкоємцем, і тут же помер у 474 році .

## Сім'я
- Ерелеува (Ереліева) — улюблена наложниця. Пізніше вона разом із сином вирушила до Італії і вважалася там королевою. До того часу вона була католичкою, що отримала при хрещенні ім'я Євсевія.
- Теодоріх Великий — син, Король готів
- Амалафріда — донька. Прямими нащадками Амалафріди є Династія Рорикідів.
- Тіудімунд — син.